# Umeå FC
Maillots
Le Umeå FC est un club suédois de football, fondé à Umeå en 1987 par une fusion des clubs de Sandåkerns SK et Tegs SK. L'équipe joue ses matchs à domicile sur pelouse synthétique, au Gammliavallen.
L'international suédois Mikael Lustig a joué dans le club lors des saisons 2003 à 2005.
Le club évolue en première division suédoise lors de l'année 1996.

## Anciens joueurs
- Jesper Blomqvist
- Mikael Lustig
- Mikael Dahlberg

## Effectif professionnel actuel
Le tableau suivant liste uniquement l'effectif professionnel du Umeå FC pour la saison 2023.